# C. Farris Bryant
Cecil Farris Bryant, född 26 juli 1914 i Marion County, Florida, död 1 mars 2002 i Jacksonville, Florida, var en amerikansk demokratisk politiker. Han var guvernör i delstaten Florida 1961-1965.
Bryant studerade 1931-1932 vid Emory University och fortsatte sedan studierna vid University of Florida. Han avlade 1938 juristexamen vid Harvard Law School. Han deltog i andra världskriget i USA:s flotta.
Bryant efterträdde 1961 LeRoy Collins som guvernör i Florida. Han efterträddes fyra år senare av W. Haydon Burns. Efter sin tid som guvernör tjänstgjorde Bryant i nationella säkerhetsrådet. Han förlorade mot Lawton Chiles i demokraternas primärval inför senatsvalet 1970. Han stödde republikanen Richard Nixon i presidentvalet i USA 1972.
Bryant var metodist och frimurare. Hans grav finns på Woodlawn Cemetery i Ocala.